# Idrottsklubben Sirius
O IK Sirius FK, vulgarmente conhecido como IK Sirius ou simplesmente Sirius, é um clube de futebol sueco sediado na cidade de Uppsala.                                                                                 

As  cores de seu uniforme são o azul e o preto. 
Disputa os seus jogos em casa no estádio Studenternas IP, com capacidade para 10 500 pessoas.

O clube foi fundado em 1907.

Participou pela primeira vez no Campeonato Sueco de Futebol (Allsvenskan) em 1969.

Atualmente (2025) disputa o Allsvenskan, a primeira divisão de futebol da Suécia.

## Títulos
- Campeonato Sueco - 2ª Divisão (Superettan) : 1

(2016).

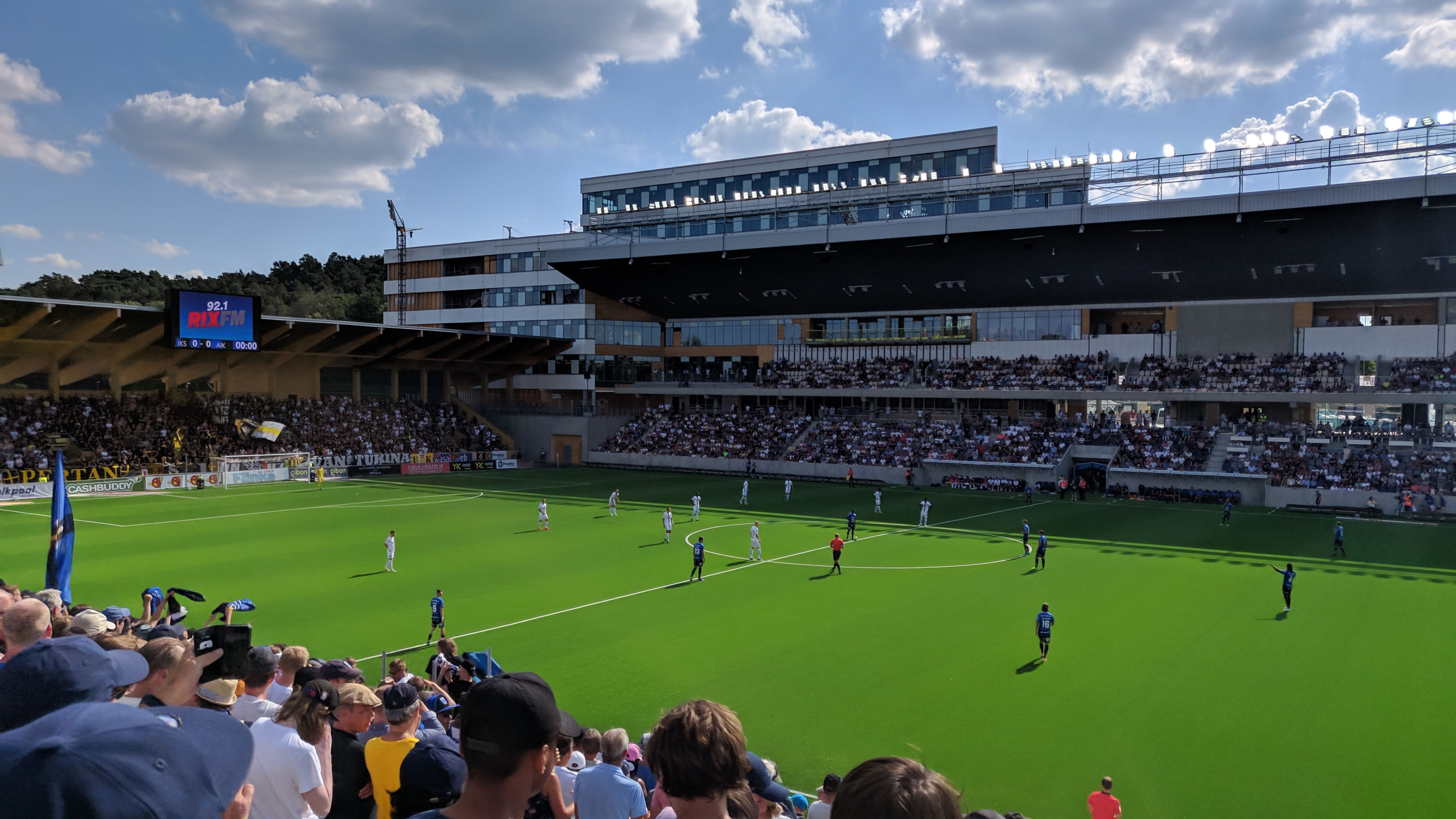
O estádio Studenternas IP em 2019

## Elenco Atual
Atualizado em 9 de julho de 2020.

Nota: Bandeiras indicam equipe nacional, conforme definido pelas regras de elegibilidade da FIFA. Os jogadores podem ter mais de uma nacionalidade não-FIFA.
| N.º |        | Posição | Jogador               |
| --- | ------ | ------- | --------------------- |
| 1   | Suécia | G       | Lukas Jonsson         |
| 2   | Suécia | M       | Adam Hellborg         |
| 3   | Suécia | D       | Karl Larson           |
| 4   | Gâmbia | D       | Kebba Ceesay          |
| 5   | Suécia | D       | Daniel Jarl           |
| 7   | Suécia | M       | Niklas Thor (capitão) |
| 8   | Suécia | D       | Tim Björkström        |
| 9   | Suécia | A       | Jonas Lindberg        |
| 10  | Suécia | M       | Elias Andersson       |
| 11  | Suécia | M       | André Österholm       |
| 13  | Suécia | D       | Hjalmar Ekdal         |
| 15  | Suécia | M       | Sam Lundholm          |

| N.º |         | Posição | Jogador                   |
| --- | ------- | ------- | ------------------------- |
| 16  | Suécia  | D       | Axel Björnström           |
| 17  | Suécia  | M       | Adam Ståhl                |
| 18  | Albânia | M       | Laorent Shabani           |
| 20  | Suécia  | A       | Joakim Persson            |
| 21  | Suécia  | M       | Simon Gefvert             |
| 22  | Suécia  | M       | Stefano Vecchia Holmquist |
| 23  | Japão   | M       | Yukiya Sugita             |
| 25  | Suécia  | M       | Jamie Roche               |
| 26  | Suécia  | M       | Mohammed Saeid            |
| 30  | Canadá  | G       | Jonathan Viscosi          |
| 77  | Nigéria | A       | Kennedy Igboananike       |
| 99  | Suécia  | M       | Nahom Girmai              |

## Uniformes

### 1º Uniforme
| 2020 | 2018–2019 | 2016–2017 |

### 2º Uniforme
| 2020 | 2018–2019 | 2016–2017 |

### 3º Uniforme
| 2020 | 2018–2019 |